# Ilirnejski Kriaż
Ilirnejski Kriaż (ros. Илирнейский кряж) – góry w azjatyckiej części Rosji, w Czukockim Okręgu Autonomicznym.
Leżą na północny wschód od Gór Aniujskich, pomiędzy Górami Rauczuańskimi a Płaskowyżem Anadyrskim; długość pasma ok. 220 km; najwyższy szczyt: Góra Dwóch Cyrków 1853 m n.p.m.; zbudowane z triasowych piaskowców i łupków ilastych z intruzjami skał magmowych; klimat subpolarny; dominuje tundra górska; w najwyższych partiach pustynia lodowa.
Mają tu źródła rzeki uchodzące do Zatoki Czauńskiej (m.in. Czaun) oraz Rauczua i górne dopływy Małego Aniuja.